# Маяк Проспект-Харбор-Пойнт
Маяк Проспект-Харбор-Пойнт (англ. Prospect Harbor Point Light) — маяк, расположенный на мысе Проспект-Харбор-Пойнт на входе в залив Проспект-Харбор в черте города Гулдсборо, округ Ханкок, штат Мэн, США. Построен в 1850 году. Автоматизирован в 1951 году.

## История
В 1847 году Конгресс США выделил 4 968,17$ на строительство маяка на входе в залив Проспект-Харбор, в 1849 году строительство было завершено, а в 1850 году маяк был введен в эксплуатацию. Он представлял собой каменный дом, служивший жилищем смотрителя, к стене которого примыкала цилиндрическая гранитная башня маяка. В 1859 году конгресс решил прекратить финансирование маяка, поскольку залив Проспект-Харбор не использовался в качестве гавани, а активность торговых судов в этом районе была невелика. Это решение было пересмотрено в 1870 году, и маяк был возвращен в эксплуатацию. Строение пытались отремонтировать в 1881, но все же десятилетие отсутствия эксплуатации сказалось на его состоянии, и в 1889 году его состояние было признано плохим. В 1891 было выделено 2 750$ на строительство нового маяка и 3 500$ на строительство нового жилища. В том же году строительство было завершено. Новый двухэтажный дом смотрителя был построен из дерева на фундаменте от старой постройки. Новая башня маяка была построена также из дерева на небольшом расстоянии от дома смотрителя, их соединял крытый деревянный переход. В 1897 году дополнительно построили эллинг. В 1905 году была построена небольшая котельная. Маяк был автоматизирован Береговой охраной США в 1934 году (но смотритель оставался на маяке до 1951 года), и продолжает функционировать в настоящее время.
В 1988 году маяк был включен в Национальный реестр исторических мест. В начала 2000-х годов маяк был передан Американскому фонду сохранения маяков и отреставрирован на его средства и добровольные пожертвования граждан.

## Фотографии

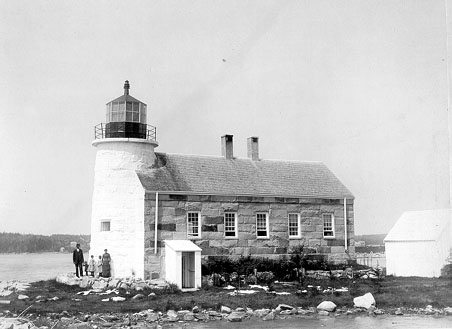
Постройка 1850 года